# ヴラダ・ストシッチ
ヴラダ・ストシッチ（セルビア語: Влада Стошић, ラテン文字転写: Vlada Stošić、1965年1月31日 - ）は、セルビア（旧ユーゴスラビア）の元サッカー選手。ポジションはミッドフィールダー。

## 経歴
黄金期のレッドスター・ベオグラードでスーパーサブを務め、1991年にUEFAチャンピオンズカップ 1990-91優勝を果たした。ユーゴスラビア代表としては1990年9月12日の北アイルランド代表戦に出場した。

## タイトル

### レッドスター・ベオグラード
- ユーゴスラビア・プルヴァ・リーガ：1989-90, 1990-91
- ユーゴスラビアカップ：1984-85, 1989-90
- UEFAチャンピオンズカップ：1990-91
- インターコンチネンタルカップ：1991